# زمین‌لرزه ۱۳۹۶ ازگله
زمین‌لرزه ۱۳۹۶ ازگله به بزرگی ۷٫۳ در مقیاس بزرگای گشتاوری شامگاه یکشنبه ۲۱ آبان ۱۳۹۶ در نزدیکی ازگله، استان کرمانشاه در نزدیکی مرز ایران و عراق، در ۳۲ کیلومتری جنوب غربی شهر حلبچه عراق رخ داد.
کانون زمین‌لرزه ۵ کیلومتری شهر ازگله کرمانشاه بود و زلزله نگاری آمریکا کانون این زلزله را ۳۲ کیلومتری حومه شهر عراقی حلبچه اعلام کرد.
بر طبق گفته رئیس مرکز لرزه‌نگاری ایران چندین پیش لرزه قبل از زلزله ۷٫۳ ریشتری حوالی ساعت ۲۱ تا ۲۱:۴۸ اتفاق افتاده که موجب هشیاری مردم شد که بزرگ‌ترین این پیش لرزه‌ها به قدرت ۴/۵ ریشتر ثبت شد. در این زمین‌لرزه ۷ شهر و ۱۹۳۰ روستای استان کرمانشاه خسارت دیدند، تعداد کشته‌ها در ایران به ۶۲۰ نفر رسید و همچنین ۹٬۳۸۸ نفر زخمی شده‌اند و حدود ۷۰٬۰۰۰ نفر نیز بی‌خانمان شدند.
شهر ازگله نزدیک‌ترین شهر به کانون زلزله (۵ کیلومتر) بود. عمق زمین لرزه ۱۱ کیلومتر بوده که به علت عمق کم و مدت زیاد در کل منطقه شمال‌غرب کشور احساس شد. این زلزله در جنوب شرق ترکیه و حتی کویت و شمال عربستان سعودی هم احساس شده است. برخی رسانه‌های اسرائیلی نیز از حس شدن این زمین‌لرزه در بخش‌های وسیعی از اسرائیل خبر دادند. تا روز ۱ آذر ماه سال ۱۳۹۶ حدود ۷۰۰ پس‌لرزه استان کرمانشاه را لرزانده است.

## کانون زلزله
- کانون زمین‌لرزه ۵ کیلومتری شهر ازگله از توابع استان کرمانشاه، و عمق این زمین‌لرزه ۱۱ کیلومتری زمین گزارش شده است.[۱۲]
- بنا به گزارش زلزله نگاری آمریکا کانون این زلزله در ۳۲ کیلومتری حومه شهر عراقی حلبچه و عمق زلزله ۳۳٫۹ کیلومتری از سطح زمین بوده است.[۶][۱۷]
- کانون زمین لرزه شهر ازگله (بین شهرهای قصرشیرین و سرپل‌ذهاب) بوده است.

### مشخصات
تاریخ و زمان وقوع به وقت محلی: ۱۳۹۶/۰۸/۲۱ ۲۱:۴۸:۱۶
طول جغرافیایی: ۴۵٫۹
عرض جغرافیایی: ۳۴٫۸۴
عمق زمین لرزه: ۱۱ کیلومتر
نزدیک‌ترین شهرها:
۵ کیلومتری ازگله (کرمانشاه)
۲۵ کیلومتری تازه آباد (کرمانشاه)
۳۷ کیلومتری باینگان (کرمانشاه)
نزدیکترین مراکز استان:
۱۱۲ کیلومتری سنندج
۱۲۲ کیلومتری کرمانشاه

## پس‌لرزه‌ها

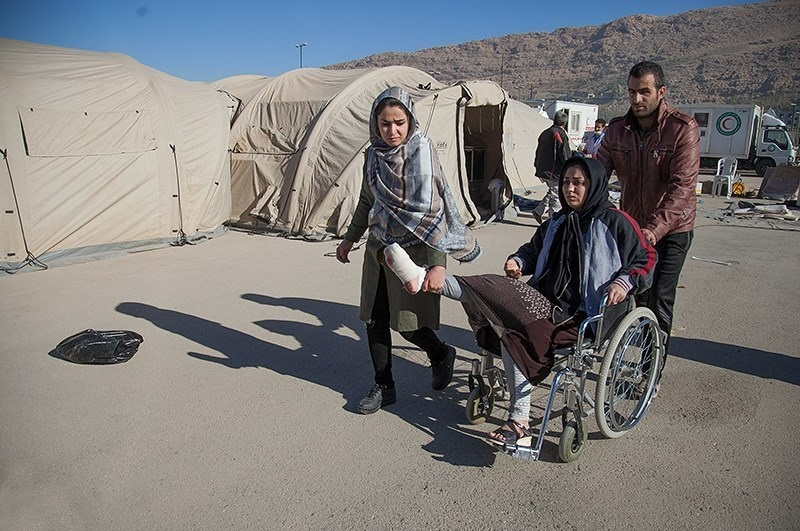
کمپ امدادرسانی هلال احمر، سرپل ذهاب

این زلزله بالای ۴۱۰ پس لرزه داشته است.
بامداد روز دوشنبه ۲۲ آبان زمین لرزه‌ای به بزرگی ۴٫۳ ریشتر در عمق ۸ کیلومتری زمین تازه آباد در استان کرمانشاه را لرزاند.
بزرگ‌ترین پس لرزه در تاریخ ۲۲ آبان ساعت ۱۶:۴۲ با قدرت ۴٫۷ ریشتر ثبت شده است.
۲۹ آبان ۱۳۹۶ ساعت ۱۸:۵۳ در نزدیکی مهران استان ایلام نیز زلزله‌ای ۵٫۳ ریشتری رخ داد. احمد کرمی، مدیر کل بحران استان ایلام گفته است که این زمین‌لرزه خسارت و تلفاتی نداشته. ساعت ۲۱:۵۵ رئیس بیمارستان امام حسین به مهرنیوز گفته است که زلزله تاکنون مصدومی نداشته است. در زمان رخ دادن زلزله کرمانشاه شادمهر کاظم‌زاده نماینده مردم دهلران، دره شهر، آبدانان و بدره به خبرگزاری مجلس گفت که خانه‌ها و تأسیسات در دهلران، دره شهر، آبدانان و بدره آسیب دیده‌اند اما تلفات جانی نداشته است. زلزله جدید ایلام باعث نگرانی مردم کرمانشاه نیز شده است. برخی خبرگزاری‌ها اعلام کرده‌اند که مردم کرمانشاه نگران نباشند و زلزله ایلام را بدون ارتباط به زمین‌لرزه پیشین عنوان کرده‌اند.
در ۲۰ آذر ۱۳۹۶ ساعت ۱۷:۳۹ زمین لرزه‌ای به شدت ۶ ریشتر در فاصلهٔ ۲۶ کیلومتری ازگله روی داد. زمین‌لرزه‌ها و پس‌لرزه‌ها تمام نشد و هم‌چنان ادامه داشت، ساعت ۱۹ و ۵۹ دقیقه روز ۸ آذر ۹۶ زلزله ۴٫۲ ریشتری در قصر شیرین گزارش شد.

## خسارات و ضایعات
در این زمین‌لرزه ۷ شهر و ۱۹۳۰ روستای استان کرمانشاه خسارت دیدند. تعداد کشته‌ها در ایران به ۶۲۰ نفر رسید و بنا بر گزارش‌ها ۹٬۳۸۸ نفر نیز مصدوم شدند. بیشترین آمار کشته‌ها و زخمی‌ها از شهرهای قصر شیرین، سرپل ذهاب و ثلاث باباجانی گزارش شد.
بر اثر این زلزله برخی از منازل دچار خسارت‌های مالی شدند. مرکز درمانی سرپل ذهاب نیز تخریب شد.
این زلزله در کشور عراق، در استان‌های انبار (غرب عراق)، اربیل و سلیمانیه و موصل (شمال عراق) احساس شد و برخی مناطق پایتخت عراق، بغداد، نجف و کربلا را نیز لرزاند. این زلزله قوی‌ترین زلزله در دهه‌های اخیر در بغداد به‌شمار می‌رود.
به گفته خبرگزاری مجلس شورای اسلامی و خبرگزاری‌های رسمی متعدد مسکن مهر سرپل ذهاب از مجتمع‌هایی بودند که به دلیل کیفیت پایین مصالح و ساخت غیراصولی، با قرار گرفتن در حاشیه اولین زلزله آسیب‌های شدیدی دیدند و برخی از آن‌ها فرو ریختند. همان‌طور که رئیس‌جمهور حسن روحانی اشاره کرد و جزئیات آن از جمله ساخت غیراصولی و کیفیت پایین بتن در خبرگزاری‌ها منتشر شد، آپارتمان‌های ساده مجاور که در فاصله ۶ تا ۸ متری هستند آسیب‌های بسیار کمتری نسبت به مسکن مهر دیده بودند.
مسکن مهر اسلام‌آباد غرب هم در این زلزله به شدت آسیب دید، طوری‌که به گفته کارشناسان از سه هزار مسکن مهر این شهر حتی یک واحد سالم نماند. سید احسن علوی، نماینده مجلس شورای اسلامی هم اذعان داشتند که خرابی مسکن مهر در اسلام‌آباد غرب بسیار بیشتر از سرپل ذهاب بوده است. آنچه که ما دیدیم مسکن مهر این شهر، کن فیکون شده است! برای نمونه، در یکی از بلوک‌ها طبقه پنجم یک طبقه پایینتر آمده و طبقه اول هم به‌طور کامل نابود شده است. بیمارستان شهر اسلام‌آباد غرب هم هفت ماه پس از افتتاح رسمی از تخریب شد.
از کل فوتی‌ها در این زلزله، ۱۰۰ نفر در مسکن مهر خودمالکی فوت کردند (مسکن مهر با وام و زمین دولتی و ساخت مردم) و ۲ نفر در مسکن مهر دولتی (مسکن مهر ساخت و نظارت زیر نظر دولت).
بر اساس گفته معاون بنیاد مسکن ایران در این زلزله استان کرمانشاه ۱۲ هزار واحد مسکونی شهری و روستایی به صورت ۱۰۰ درصد تخریب شد و ۱۵ هزار واحد مسکونی نیازمند تعمیر هستند. اما به گفتهٔ هوشنگ بازوند استاندار کرمانشاه، حدود ۱۸ هزار واحد مسکونی در این زلزله کاملاً تخریب شده‌اند و به حدود ۵۰ هزار واحد مسکونی نیز خسارت جدی وارد شده است.
زلزله سبب وارد آمدن خسارت بالایی به زیرساخت‌ها و شبکهٔ آب و فاضلاب در چند شهر شده است. مدیرعامل آبفای استان علیرضا تخت‌شاهی میزان این خسارات را بین ۳۰۰ تا ۳۵۰ میلیارد تومان عنوان کرده و گفته است که شبهٔ فاضلاب در شهر سرپل ذهاب بیش از ۷۰ درصد تخریب شده است.

### خسارت‌های انسانی
به گفتهٔ معاون امور اجتماعی اداره کل بهزیستی استان کرمانشاه، ۹۱ کودک در زلزله استان بی‌سرپرست شده‌اند که از این تعداد ۳۱ مورد مادرشان فوت کرده، ۴۷ مورد پدرشان جان باخته و ۱۳ مورد نیز هر دو والدین خود را از دست دادند.

### آسیب به بناهای تاریخی
بنا بر اعلام ادارهٔ میراث فرهنگی، صنایع‌دستی و گردشگری استان کرمانشاه در روز ۲۲ آبان ۱۳۹۶ (یک روز پس از زلزله)، ۵ بنای تاریخی این استان بر اثر این زلزله آسیب دیده است. این بناها عبارت بوده‌اند از کاخ خسرو، چهارقاپی و کاروانسرای عباسی در قصر شیرین، قلعه یزدگرد در روستای زرده و زیج منیژه در روستای پاتاق. همچنین مطابق با نخستین گزارش‌ها به تپه تاریخی معروف به ارگ در داخل شهر گیلان غرب و آتشکده پلنگرد در اسلام‌آباد نیز آسیب وارد شده است.
جلیل بالایی مدیرکل میراث فرهنگی استان کرمانشاه در روز ۱۲ شهریور ۱۳۹۷ از آسیب دیدن به ۱۰ بنای تاریخی استان در جریان زلزله خبر داد که مسجد عبدالله بن عمر ریجاب و مجموعهٔ مقابر ابودجانه نیز در شمار آن‌ها بوده است.

## امدادرسانی
دولت ایران اعلام کرده است دست‌کم ۷۰٬۰۰۰ نفر به سرپناه نیاز دارند.
به محض وقوع این زمین لرزه، سریعاً نیروهای کمکی ارتش ایران، شامل ۳ تیپ از یگان‌های نیروی زمینی ارتش اعم از یگان‌های رزمی و درمانی به منطقه زلزله زده سرپل ذهاب استان کرمانشاه اعزام شدند و حدوداً ۳۰۰ مجروح در پادگان «ابوذر»، پذیرش و درمان ابتدایی روی آن‌ها صورت گرفت. همچنین سه تیپ مستقل سپاه پاسداران با حضور در منطقه و با کمک قرارگاه سازندگی خاتم‌الانبیا شروع به بازگشایی راه‌ها کردند. بالگردهای سپاه و ارتش همچنین هواپیماهای سنگین ترابری ارتش و سپاه پاسداران آوردن آذوقه و مواد لازم را نیز عهده‌دار هستند. سخنگوی سپاه افزود در صورت نیاز لشکر عملیاتی ۲۷ محمدرسول الله به منطقه اعزام خواهد شد.
سرلشکر محمدعلی جعفری فرمانده کل سپاه پاسداران با اشاره به برگزاری جلسه در شهر سرپل ذهاب برای هماهنگی بین نیروهای مسلح در خصوص امدادرسانی گفت: مقرر شد ارتش مسئولیت شهر و سپاه پاسداران نیز مسئولیت روستاهای اطراف را برعهده بگیرند.
«ریاست مدیریت بحران و اضطرار» ترکیه اعلام کرد نیروهای امدادی شامل ۹۲ پرسنل، به همراه ۴۰۰۰ چادر و ۷۰۰۰ پتو، برای ارسال به مناطق آسیب‌دیده تحت آماده‌باش قرار گرفته‌اند.

### پوشش خبری امدادرسانی
سرما در راه است و مردم سرپناه ندارند.

پس از گزارش‌های متعدد از قطعی برق در شب حادثه وزیر نیرو اعلام کرد که به دلیل آسیب‌های جدی به شبکه برق‌رسانی تا بعدازظهر ۲۲ آبان برق سرپل ذهاب و ۶۰ درصد مناطق وصل می‌شود اما تا شب برق سرپل‌ذهاب وصل نشد و در برنامه زنده خبری صدا و سیما در حالی که مجری برنامه بر اعلام وصل شدن برق توسط مسئولین و بر احتمال مکان نامناسب خبرنگار اصرار می‌کرد خبرنگار از قطعی برق منطقه در نواحی اصلی گزارش تصویری می‌داد. حتی بخش استانی روزنامه همشهری تا ۲۴ آبان ۱۳۹۶ با اشاره به گذشتن ۲ شب از قطع بودن برق و آب سرپل ذهاب خبر داد.

### تبعیض در امدادرسانی
در ۲۶ آبان ۱۳۹۶، کسری نوری، فعال سیاسی تأکید کرد در امدادرسانی به روستاهای یارسان و سنی‌نشین تبعیض اعمال شده و «با توجه به برخورد تبعیض‌آمیز با دراویش گنابادی در سال ۱۳۹۳ در زلزله چشمه شیرین ایلام، این موضوع تازگی ندارد و از سیاست‌های جاری حاکمیت در برخورد با اقلیت‌ها است. به دلیل کمبود امدادرسانی دولتی، نگاه تبعیض محور در توزیع کمک‌ها هم وجود داشته است. این روستاهای درویش‌نشین و سنی‌نشین و یارسانی به واسطه نگاه امنیتی، همواره دچار محرومیت مضاعف بوده‌اند.»

### رایزنی و امنیت
۲۳ آبان ۱۳۹۶ خبر از سرقت ۲۰۰۰ پتو و مستقر شدن یگان‌های ویژه منتشر شد، وزیر کشور ۲۴ آبان خبر راهزنی را تکذیب کرد و با اشاره به اینکه اینچنین خبرهایی شایسته مردم غیور کرمانشاه نیست گفت که در شهرهای بین راهی کسانی که نیاز به کمک داشتند کاروان را متوقف می‌کردند و قرار بر این شده است که کمک‌ها با هلیکوپتر ارسال شوند. در کنار گزارش‌های مردمی ارسال شده به رپرتاژ شبکه منوتو دربارهٔ نبود چادر به اندازه کافی و اینکه مردم با شاخه و برگ شروع به ساختن سرپناه کرده‌اند، ۲۵ آبان ۱۳۹۶ ایلنا از وضعیت تأسف‌بار کرمانشاه با عنوان «برخی بی‌وجدان‌ها چادر می‌گیرند تا بفروشند» خبرداد و با اشاره به حمایت‌های ارتش از نماینده کرمانشاه نقل شد که بسیاری از مردم کشته‌ها را خودشان دفن کرده‌اند و در آمار ذکر نشده است و تعداد کشته‌ها می‌تواند به بیش از ۱۰۰۰ تن برسد. عدم مدیریت در توزیع ملزومات ارسالی و سوءاستفاده برخی افراد سودجو که منسوب به مناطق دورتر از منطقه زلزله شده‌اند از دلایل عدم مدیریت درست بحران عنوان شد.

### احداث بیش از ۸ هزار کانکس توسط سپاه
سر لشکر محمدعلی جعفری فرمانده کل سپاه در تاریخ ۱۳ دی ماه ۱۳۹۶ اعلام کرد: «قرارداد و تعهد ما برای اسکان موقت مردم زلزله زده در روستاهای دشت ذهاب و اطراف ثلاث باباجانی و برخی از روستاهای گیلان‌غرب و دالاهو حدود ۸ هزار کانکس برای ۸ هزار واحد روستایی تخریب شده یا غیرقابل اسکان بود. امروز پس از گذشت ۴۴ روز از سفر مقام معظم رهبری و با گذشت حدود ۴۰ روز از تعهدی که سپاه در خصوص اسکان موقت زلزله‌زدگان داده بود، اتمام مأموریت خود را پیش از به پایان رسیدن ۴۵ روز اعلام می‌کنیم.»

### خیرین و سلبریتی‌ها
مهرداد سالاری معاون عمرانی استانداری کرمانشاه، دو سال پس از زلزله و در ۱۹ بهمن ۱۳۹۸ تعداد واحدهای مسکونی ساخته‌شده توسط خیرین و سلبریتی‌ها را مجموعاً ۴۲۰ دستگاه اعلام کرد.

## حمایت‌های ارتش و شعار «فقط ارتش»
حمایت‌های فعال و بی‌وقفه ارتش از امنیت و رساندن محموله‌های کمک‌های مردمی تا ایجاد پل هوایی بین منطقه زلزله‌زده و شهر کرمانشاه باعث شد تا در بازدید حسن روحانی از منطقه زمانی که گفت: «ارتش و سپاه همراهان همیشگی مردم در منطقه حضور دارند» مردم شعار «فقط ارتش» سر دهند و همچنین دیوارنوشته‌های تشکر از ارتش را بنویسند که با تشکر متقابل فرمانده کل ارتش پاسخ داده شد.

### تقسیم کار بین ارتش و سپاه
از آنجایی که ارتش در شهر سر پل ذهاب پادگان دارد مسئولیت امدادرسانی به شهر سر پل ذهاب به ارتش واگذار شد و از آنجایی که سپاه در روستاها نیز پایگاه داشت مسئولیت امدادرسانی به روستاها به سپاه واگذار شد.

## کاهش تلفات نسبت به رودبار و بم
شدت زلزله و وقوع آن در ساعات پایانی شب احتمال تکرار حوادثی همچون زلزله بم و رودبار را در پی داشت ولی دو عامل سبب شد که از تلفات زلزله کاسته شود و تنها وقوع زلزله هفت ریشتری خسارتهای فراوان به‌دنبال داشته باشد.
عامل نخست وقوع پیش‌لرزه‌ای چهار و نیم ریشتری پیش از زلزله اصلی بود که سبب شد بسیاری از ساکنان مناطق نزدیک به زلزله اصلی در فضای باز حاضر شوند و در واقع نسبت به وقوع زلزله‌ای دیگر که شدت بالایی نیز داشت، آماده باشند. عامل بعدی در کاهش تلفات زلزله و احتمالاً خسارتها، وقوع زلزله ازگله در عمق یازده کیلومتری زمین است که بر اساس اعلام نظر کارشناسان از شدت خسارت‌های وارده کاسته است و تنها سازه‌های غیر ایمن و سنتی در برابر این زلزله تخریب شده‌اند. خبرگزاری تسنیم در گزارشی تأثیر عمق زیاد زلزله در کاهش خسارات را این‌گونه مطرح کرد «تنها سازه‌های غیرایمن و سنتی در برابر این زلزله تخریب شده‌اند» در گزارش دیگری نوشت که خسارات شدید مسکن مهر سر پل ذهاب ناشی از عمق کم زلزله و واقع شدن شهر روی گسل بودن بوده است و «به‌دلیل شدت زیاد این زمین‌لرزه در استان کرمانشاه، بیشترین صدمات جانی و مالی در این استان رخ داد.»
از عوامل دیگر می‌توان به کوهستانی بودن منطقه و کم جمعیت بودن شهرهای اطراف و روی دادن زلزله در خارج مناطق مسکونی اشاره کرد.
البته احمد صفری نماینده کرمانشاه اخبار مربوط به تعداد کشته‌های زلزله را دروغین دانست و انتقادات شدیدی از عملکرد صدا و سیما در قبال زلزله داشت و تعداد کشته‌ها را بیش از هزار نفر دانست و گفت: تنها در یکی از کوچه‌های سرپل ذهاب بیش از هفتاد نفر کشته شده‌اند و در مسکن مهر هم تعداد کشته‌ها بیش از ۲۵۰ نفر است و آمار اعلام شده بسیار پایینتر از آمار واقعی است.

## واکنش‌ها

### داخلی
- در پی حادثه زلزله در غرب ایران هیئت دولت با صدور اطلاعیه‌ای روز ۲۳ آبان ۱۳۹۶ را عزای عمومی اعلام کرد.[۷۴]
- حسن روحانی: از صمیم قلب با همه آسیب دیدگان و داغدیدگان این حادثه همدردی می‌کنم و از درگاه خداوند متعال برای جان باختگان رحمت واسعه، برای آسیب دیدگان شفای عاجل و برای هموطنان مصیبت دیده صبر و سلامتی مسألت دارم.[۷۵]
- زرتشتیان ایران: سپنتا نیکنام نماینده زرتشتیان یزد ۲۷ آبان به کرمانشاه رفت تا کمک‌های مردمی زرتشتیان یزد را به دست مردم کرمانشاه برساند.[۷۶]

### خارجی
- سازمان ملل متحد: استفان دوجاریک سخنگوی آنتونیو گوترش با انتشار بیانیه‌ای در تارنمای سازمان ملل نوشت: دبیرکل به شدت از تلفات جانی و مالی زلزله‌ای که مناطق مرزی جمهوری اسلامی ایران و جمهوری عراق را یکشنبه شب به لرزه درآورد متأثر است.[۷۷]
- اسرائیل: بنیامین نتانیاهو، نخست‌وزیر اسرائیل روز سه شنبه ۲۳ آبان، پیشنهاد داد از طریق صلیب سرخ جهانی به ایران و عراق کمک‌های درمانی ارسال کند. یکی از مقامات دفتر نتانیاهو با اعلام اینکه این پیشنهاد خیلی زود از سوی ایران رد شد گفت: «این اتفاق صورت واقعی رژیم ایران را نشان می‌دهد.»[۷۸]
- سوریه: رئیس‌جمهوری سوریه در پیامی جان‌باختن شهروندان غرب ایران در حادثه زمین لرزه را به رئیس‌جمهوری اسلامی ایران تسلیت گفت و با مردم ایران ابراز همدردی کرد.[۷۹]
- روسیه: ولادیمیر پوتین رئیس‌جمهوری روسیه در پیامی به همتایان خود در ایران و عراق، مراتب تاسف خود را از کشته و مجروح شدن شمار زیادی از شهروندان این کشور در جریان زلزله شب گذشته را اعلام کرد و این حادثه را به آن‌ها تسلیت گفت.[۸۰]
- سازمان ملل متحد: گری لوئیس، هماهنگ‌کننده ویژه سازمان ملل در ایران با انتشار ویدئویی در توییترش، پرچم سازمان ملل در دفتر تهران را به یاد زلزله‌زدگان غرب کشور به حالت نیمه‌افراشته درآورد.[۸۱]
- کانادا: جاستین ترودو، نخست‌وزیر کانادا در حساب توییتر خود نوشت: امروز اخبار ناراحت‌کننده‌ای از ایران و عراق شنیدیم. مردم کانادا با خانواده‌های قربانیان این زلزله عمیقاً ابراز همدردی می‌کنند.[۸۲]
- آلمان: مایکل کلور برشتولد، سفیر آلمان در ایران، در پیامی به زبان انگلیسی و فارسی در صفحه توییتر خود نوشت: مراتب تسلیت عمیق آلمان به دولت و ملت ایران، در پی زلزله مرگبار غرب ایران. ما به یاد قربانیان و خانواده‌هایشان خواهیم بود. آلمان در صورت لزوم آماده کمک‌رسانی می‌باشد.[۸۲]
- فرانسه: سفارت فرانسه در ایران در پیامی به زبان فرانسوی و فارسی در توییتر خود در واکنش به زلزله در ایران و عراق نوشت: سفارت فرانسه در ایران هم‌بستگی خود را با خانوادهٔ قربانیان و مجروحان حادثهٔ زلزلهٔ مرگبار در مرز ایران و عراق و نیز تمامی ایرانیان اعلام می‌کند و بسیج بخش‌های خدمات اورژانس ایران را ارج می‌نهد.[۸۲]
- هند: نخست‌وزیر هند نیز با ارسال پیامی توییتری با بازماندگان این حادثه ابراز همدردی کرد. در این پیام آورده است: همدردی خود را با همه افرادی که عزیزان خود را در این زلزله غم‌انگیز از دست داده‌اند ابراز و دعا می‌کنم مصدومان این حادثه هرچه زودتر سلامتی خود را به دست آورند.[۸۲]
- ترکیه: بن‌علی ییلدیریم، نخست‌وزیر ترکیه، نیز روز دوشنبه گفت: ترکیه متعهد به حمایت از قربانیان زمین‌لرزهٔ یکشنبه شب در مرز ایران و عراق است. او در بیانیه‌ای اعلام کرد: «ترکیه برادرانه در کنار قربانیان این زمین‌لرزه است.» نخست‌وزیر ترکیه گفت: دولت ترکیه کاروانی از کمک‌های غذایی و پزشکی را ارسال کرده و بهبود سریع زخمی‌های این حادثه را آرزومند است.[۸۲]
- جمهوری آذربایجان: الهام علی اف، رئیس‌جمهور آذربایجان، با ارسال پیامی به رئیس‌جمهور و ملت ایران جان باختن شماری از هموطنانمان در زمین‌لرزه مرگبار اخیر را تسلیت گفت. در پیام او آمده است: وقوع زمین‌لرزه در غرب کشور شما و کشته شدن شماری از مردم و تخریب مناطقی بر اثر این زمین‌لرزه بنده را نیز ناراحت و متأثر کرد.[۸۲]
- بریتانیا: وزیر خارجهٔ بریتانیا و سفیر بریتانیا در ایران در پیام‌های توییتری جداگانه‌ای، وقوع زمین‌لرزهٔ شب گذشته در کرمانشاه را به بازماندگان قربانیان این حادثه تسلیت گفتند.[۸۲]
- اتحادیه اروپا: فدریکا موگرینی مسئول سیاست خارجی اتحادیهٔ اروپا با اعلام همدردی اتحادیه اروپا با خانواده قربانیان زلزله ایران و عراق، آمادگی این اتحادیه را برای مشارکت در عملیات امدادرسانی اعلام کرد.[۸۲]
- بریتانیا: رهبر حزب کارگر بریتانیا نیز در پیامی ضمن ابراز همدردی با زلزله‌زدگان ایران و عراق، خواستار کمک فوری لندن به مناطق آسیب‌دیده شد.[۸۲]
- پاکستان: خواجه محمد آصف وزیر امور خارجه پاکستان نیز با ابراز تاسف از وقوع این فاجعه غم‌انگیز در برخی شهرها و مناطق مرزی ایران و عراق، از درگاه خداوند برای قربانیان این حادثه طلب مغفرت و همچنین شفای عاجل مجروحین را خواستار شد.[۸۳]
- کویت:امیر کویت خطاب به رئیس‌جمهوری کشورمان آمده است: صمیمانه با جمهوری اسلامی ایران ابراز همدردی می‌کنیم و از خداوند منان خواستاریم تا درگذشتگان این حادثه را بیامرزد و آسیب دیدگان را هرچه سریعتر شفا دهد.[۸۴]
- مصر: مصر با صدور بیانیه‌ای اعلام کرد: قاهره کشته شدن بیش از ۲۰۰ نفر و زخمی شدن هزاران نفر در زلزله ویرانگر یکشنبه شب در مرزهای ایران و عراق را به بازماندگان این قربانیان صمیمانه تسلیت می‌گوید.[۸۵]
- اردن: عبدالله دوم پادشاه اردن با ارسال پیام‌های جداگانه‌ای به فؤاد معصوم رئیس‌جمهور عراق و حسن روحانی رئیس‌جمهور ایران جان باختن شماری از شهروندان عراقی و ایرانی در زلزله شامگاه یکشنبه را تسلیت گفت.[۸۶]

### چهره‌ها
- برخی از بازیکنان فوتبال مانند امره جان و نوری شاهین با همدردی با زلزله‌زدگان از مردم خواستند تا به زلزله‌زدگان کمک کنند. همچنین فیلیپه کوتینیو برای کمک به زلزله‌زدگان کرمانشاه، پیراهن امضا شده‌اش را به فروش گذاشت. سلطانی، مدیر برنامه ایرانی، این خبر را تأیید کرد و گفت قرار است پیراهن کوتینیو برای فروش به دست علی دایی برسد. [نیازمند منبع]
- شریف باجور و اعضای انجمن سبز چیا

## تناقضات در تعداد کشته‌ها و درگیری مسکن مهر
در خصوص آمار منتشره تناقضات بسیاری در اظهارات مسئولین مختلف در مورد تعداد کشته‌های مسکن مهر در استان کرمانشاه وجود داشته است. خبرگزاری ایرنا دو روز پس از وقوع زلزله آمار کل کشته‌های زلزله را ۵۳۰ نفر اعلام کرد. تا ۲۵ آبان احمد صفری نماینده مردم کرمانشاه در مجلس گفت که تعداد کشته‌ها می‌تواند بسیار بیشتر از این باشد و ادعا کرد که فقط ۲۵۰ کشته در مسکن مهر سرپل ذهاب داشته‌ایم و اینکه در مراجعه به روستایی همان روز اول خودشان ۲۰ نفر را دفن کرده بودند. معاون استاندار روز ششم ادعا می‌کند که ۱۰۰ نفر در مسکن مهر کشته شده‌اند ولی بعدازظهر همان روز می‌گوید که منظورش در مسکن مهرهای خودمالکی بوده است.
حسن روحانی، سالم ماندن منازل مسکونی خودساخته از سوی مردم در سرپل ذهاب و فروریختن ساختمان‌های ساخت دولت در این منطقه که بیمارستان سرپل‌ذهاب نیز از آن جمله می‌باشد را نشانه «فساد» دانست. او در اینباره گفت: «اینکه خانه ساخته خود مردم در منطقه سرپل ذهاب سالم مانده و در مقابل یک ساختمان دولتی فرو ریخته، نشان‌دهنده وقوع فساد در این زمینه است.». او در ادامه افزود که «مشخص است که در بخش پیمانکاری ساخت‌وساز فساد وجود داشته است.» حسن قربانخانی، رئیس سازمان نظام مهندسی ایران، اعلام کرد که «سازمان نظام مهندسی هیچ نظارتی در ساخت واحدهای مسکن مهر نداشته و هیچ مهندس ناظری هم از سوی این سازمان برای واحدهای مسکن مهر معرفی نشده‌اند».
محمود احمدی‌نژاد رئیس‌جمهور دولت‌های نهم و دهم پس از این ادعاها می‌گوید:
بعضی از مسکن مهر، خودمالکی بوده، بعضی را دولت مستقیماً پشتیبانی کرده، بعضی نظارتش با دولت بوده، بعضی نبوده است … این کارها که تبلیغ است ارزش پاسخ دادن ندارد
 این درحالی ست که ۲ میلیون و ۲۰۰هزار واحد از مسکن مهر دولتی در برنامه تعریف شده‌بود که فقط ۶۹۰هزار واحد از آن در ۶ سال آخر دولت قبل تحویل داده شد و بقیه به دولت بعد واگذار شد، یکی از کارشناسان می‌گوید که دولت نهم و دهم در ایجاد تعهد برای دولت‌های بعدی استعداد خاصی داشته‌اند. اما بر اساس قانون ۲۸۰۰ تک تک واحدها اعم از خودمالکی یا دولتی باید با نظارت کامل دولت انجام می‌شد در نتیجه مسئولیت امنیت مسکن‌مهرهای خودمالکی نیز بر دوش دولت و نظام مهندسی و شهرداری بوده است این درحالی‌ست که دولت قبلی پروژه‌های خودمالکی را به جای تحویل به تعاونی‌های انبوه‌سازان، تحویل تعاونی‌های تأمین داده است و آن‌ها هم کار را به شرکت‌های خصولتی واگذار کردند. اما دولت کنونی از طرفی مسکن‌مهر را «اقتصاد برانداز» عنوان می‌کند بعد تمام گناه را به گردن دولت قبل می‌اندازد اما ۲۸ آبان معاون وزیر در دفاع از طرح اعلام می‌کند که فقط ۲ نفر کشته‌شده‌اند البته ایشان خودشان در دولت قبل در مسکن مهر مسئولیت داشته‌اند. با بالا گرفتن درگیری سیاسی دو حزب حاکم روزنامه‌های اصول‌گرا مانند کیهان نیز به نقل از «مدیر روابط عمومی اداره راه و شهرسازی» اظهار کرد که تعداد کشته‌های مسکن مهر فقط ۲ نفر است. ایسنا با جمع‌بندی این موارد سوال‌هایی را دربارهٔ تعداد دقیق کشته‌ها مطرح می‌کند: آیا مسئولیت مسکن مهر خودمالکی برعهده دولت نبوده؟ آیا مقصر فرو ریختن دیوارها مهندس ناظر نیست؟ چرا نسبت ماسه به سیمان آنقدر زیاد بوده که مانند کاه‌گل فرو می‌ریزد؟ آیا این ساختمان‌ها نیاز به بازسازی کلی دارد یا تعمیر؟ اگر بازسازی چرا کشور یک بار دیگر هزینه سودجویی پیمانکار را بدهد؟ و اینکه تعداد دقیق کشته‌ها با توجه به اظهارات ضدونقیض مسئولان دولت قبلی و فعلی چند نفر بوده است؟
وحید حقانیان معاون اجرایی بیت رهبری در سفر به مناطق زلزله‌زده این‌گونه بیان کرد که «۲۷ نفر از سازمان نظام مهندسی زنجان آمدند، دیدند و گفتند سازه‌ها مشکلی ندارد» و افزود که «خدا لعنت کند معاون اول رئیس‌جمهور، آقای جهانگیری را که اولین تخم لق سیاسی را گذاشت و در جلسه اقتصاد مقاومتی اعلام کرد که خانه‌های مسکن مهر در زلزله تخریب شده است».
اسحاق جهانگیری روز دوشنبه، ۲۲ آبان، اعلام کرد که «بیشتر خانه‌های تخریب شده در زلزله متعلق به ساختمان‌های مسکن مهر است». معاون استاندار کرمانشاه از کشته شدن ۲ نفر از ساکنان خانه‌های «مسکن مهر دولتی» و ۱۰۰ نفر از ساکنان خانه‌های «مسکن مهر خودمالک» سرپل ذهاب خبر داد. وی در تشریح عناوین «مسکن مهر دولتی» و «مسکن مهر خودمالک» گفت: «در مسکن مهر دولتی، زمین دولتی بود و سازه تحت نظر دولت ساخته شد و مسکن مهر خودمالکی نیز در این شهر وجود دارد که توسط مردم ساخته شده ولی تحت عنوان مسکن مهر وام گرفته است که در مجتمع‌های دولتی سازه بر اثر زلزله تخریب نشده است ولی در خودمالک‌ها چهار طبقه فروریخته‌اند.»
مجتبی نیک‌کردار با بیان اینکه دو نوع مسکن مهر در شهر سرپل‌ذهاب کنار یکدیگر قرار داشتند، افزود: در مجتمع‌های مسکن مهر خودمالک ۱۰۰ نفر کشته شدند ولی در مسکن مهری که دولت ساخته که با عنوان مجتمع شهید شیرودی است تنها دو نفر کشته شدند و در این مجتمع‌ها سازه بر اثر زلزله تخریب نشده است ولی در خودمالک‌ها چهار طبقه فروریخته‌اند.
خبرگزاری تسنیم در تیتری نوشت: «کشته‌شدن ۱۰۰ نفر در مسکن مهر دولتی سرپل‌ذهاب صحت ندارد و برخی موضوع را سیاسی کردند»
رادیو زمانه با انتشار مطلبی دربارهٔ تخریب شدن بیمارستان و مسکن مهر این منطقه، علی‌رغم وارد دانستن اشکالات جدی به طرح مسکن مهر، حملات دولت روحانی به آن را در حقیقت حملهٔ «بورژوازی مستغلات» و حامیان آن به‌ایدهٔ مسکن اجتماعی و گریز از مسئولیت دولت در قبال سامان دادن به مسکن در برابر سوداگری سودجویان و بساز و بفروش‌ها در این عرصه دانست.
امام جمعه شهرستان اسلام‌آباد غرب هم به شدت از کیفیت مسکن مهر انتقاد کردند و به سازندگان آن حملات شدید الحنی داشتن و آن‌ها را خیانت کار دانست و اشاره کردند که ستون‌های مسکن مهر را به جای سیمان با آجرپاره و گونی پر کردند و به خانه‌ها رنگ و لعاب دادند.
وحید حقانیان در سفر به مناطق زلزله‌زده این‌گونه بیان کرد که «۲۷ نفر از سازمان نظام مهندسی زنجان آمدند، دیدند و گفتند سازه‌ها مشکلی ندارد» و افزود که «خدا لعنت کند معاون اول رئیس‌جمهور، آقای جهانگیری را که اولین تخم لق سیاسی را گذاشت و در جلسه اقتصاد مقاومتی اعلام کرد که خانه‌های مسکن مهر در زلزله تخریب شده است». 

## بازسازی بعد از زلزله
در مرداد ۱۴۰۰ استاندار وقت کرمانشاه با اهدای تندیس و لوح تقدیر از بانک‌هایی که در جریان زلزله به فعالیت اقتصاد پرداخته‌بودند تقدیر و تشکر به عمل آورد و اعلام کرد که بانک‌ها در مجموع ۴۲۰۰ میلیارد تومان تسهیلات در اختیار مردم قرار داده‌اند و فرایند بازسازی به خود مردم و تأمین اعتبار به بانک‌ها واگذار شده است. این اقدام استاندار کرمانشاه مورد انتقاد منتقدان قرار گرفت و عنوان شد که در نتیجهٔ پرداخت تسهیلات (با احتساب سود ۵ درصدی) حداقل ۳۱۵۰ میلیارد تومان سرمایه به بهانهٔ بازسازی خانه‌های مردم از استان خارج شده و دولت با واگذاری بازسازی به بانک‌ها از انجام وظایف قانونی خود شانه خالی کرده است.
همچنین در تیر ۱۳۹۸ معاون رئیس ستاد بازسازی مناطق زلزله‌زدهٔ استان کرمانشاه اعلام کرد بازسازی مناطق زلزله‌زدهٔ کرمانشاه و سرپل ذهاب به اتمام رسیده است. با این وجود در اردیبهشت ۱۴۰۳ استاندار کرمانشاه با انتقاد از مسئولان قبلی اذعان کرد که کار بازسازی هنوز به اتمام نرسیده و برگزاری جشن اتمام بازسازی کاری بی‌موقع با اهداف نمایشی بوده است. به گفتهٔ او پنج سال و نیم پس از زلزله، هنوز ده‌ها ساختمان دولتی و عام‌المنفعه همچون فرمانداری و بخشداری‌ها، آموزش و پرورش و ادارات مختلف و حتی بناهای مذهبی به‌صورت کامل بازسازی نشده و قابلیت استفاده ندارند که بازسازی آن‌ها حداقل به ۲۷۰۰ میلیارد تومان اعتبار نیاز دارد. استاندار کرمانشاه در هنگام پایان کار دولت سیزدهم در مرداد ۱۴۰۳ نیز اعلام کرد دولت یازدهم با برگزاری جشن پایان بازسازی کار را متوقف و رها کرده و ساختمان‌های دولتی از آن زمان نیمه‌تمام مانده و بازسازی نشده‌اند. وی در ۲۱ آبان ۱۴۰۳ نیز رقم لازم برای بازسازی ساختمان‌های اداری آسیب‌دیده از زلزله را حداقل یک همت اعتبار اعلام کرد.

## نگارخانه

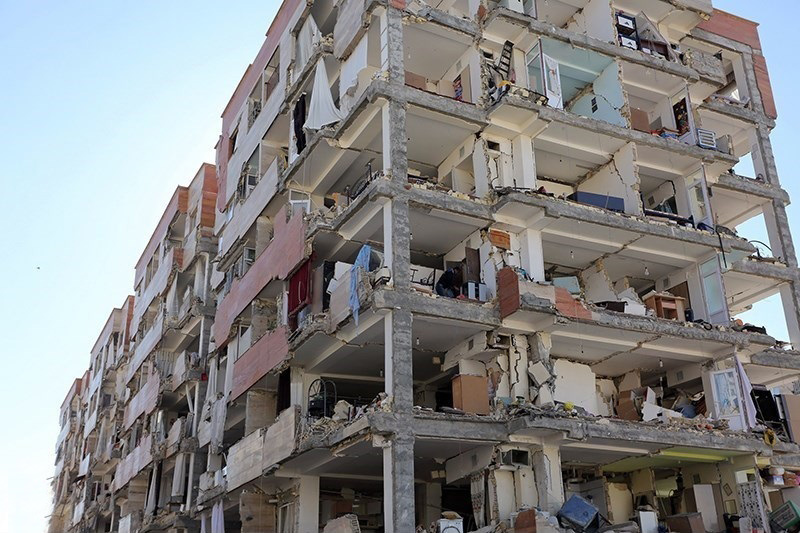
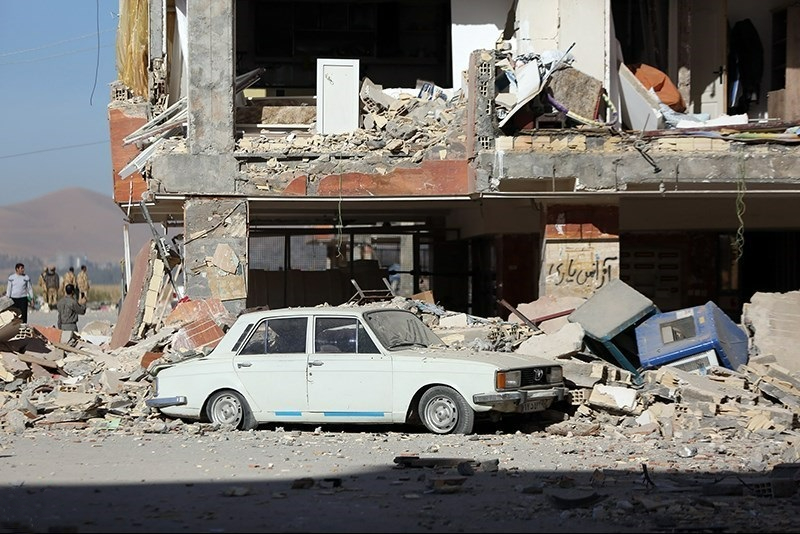
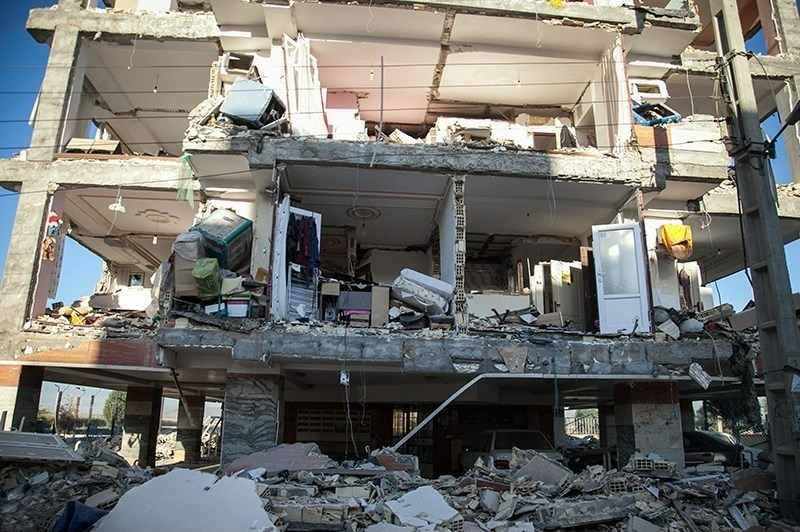
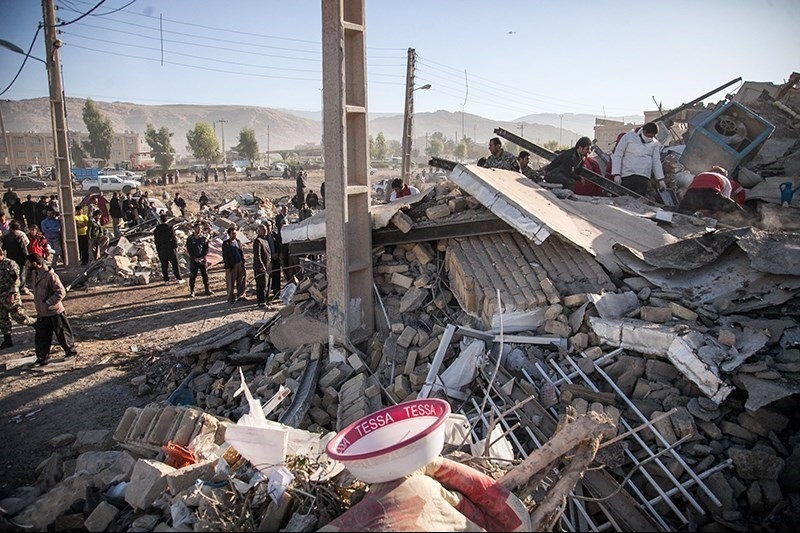
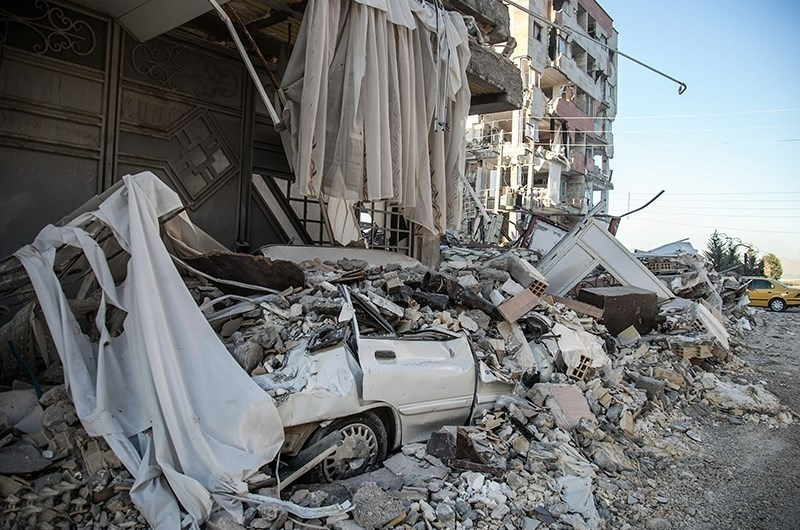
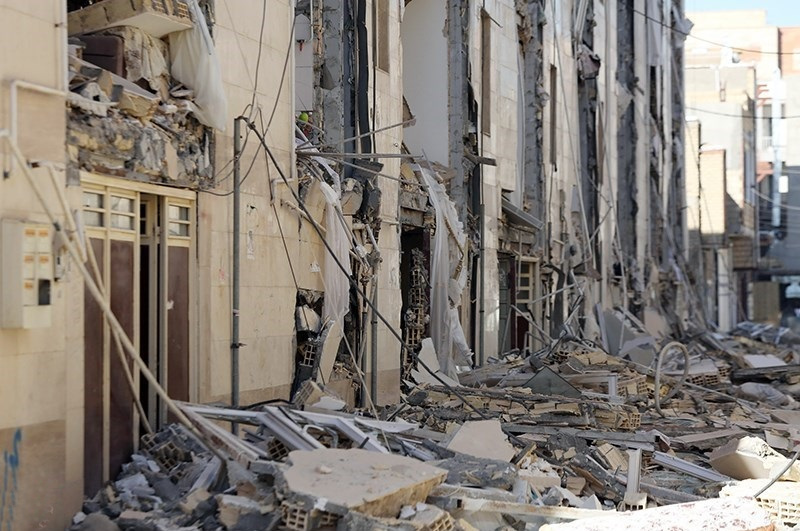
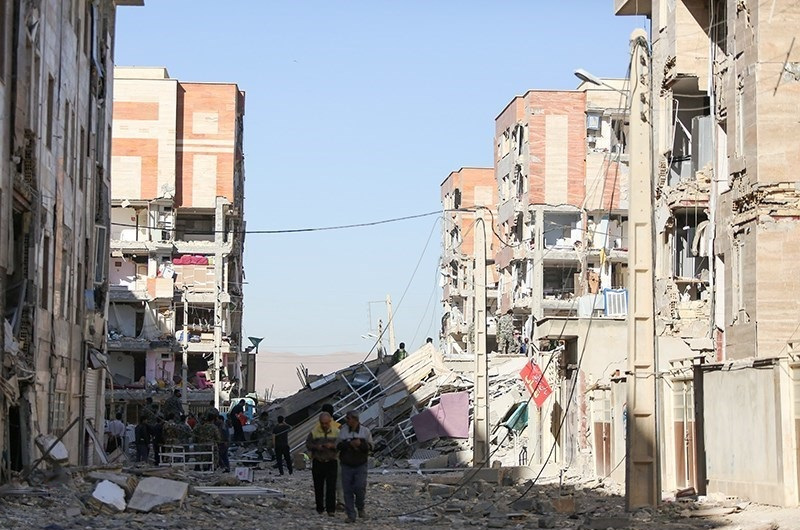
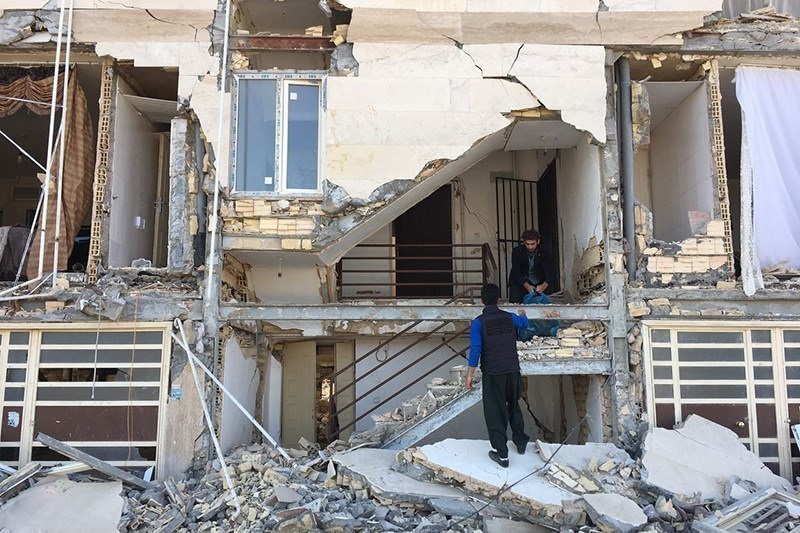
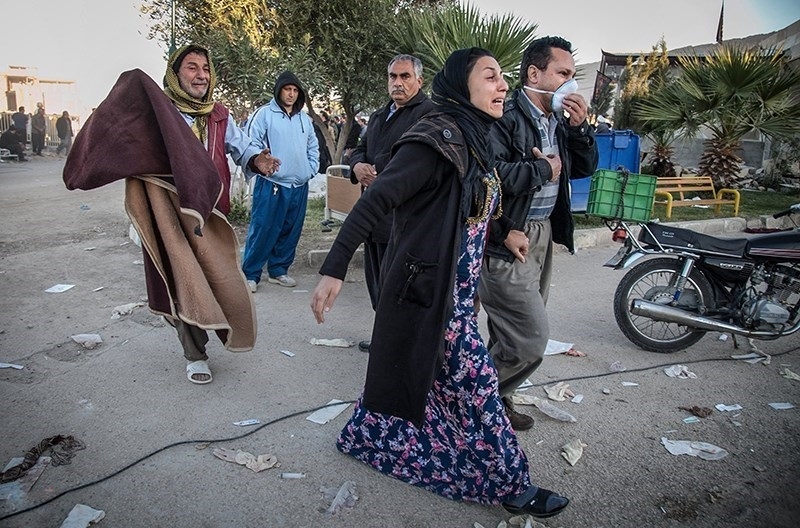
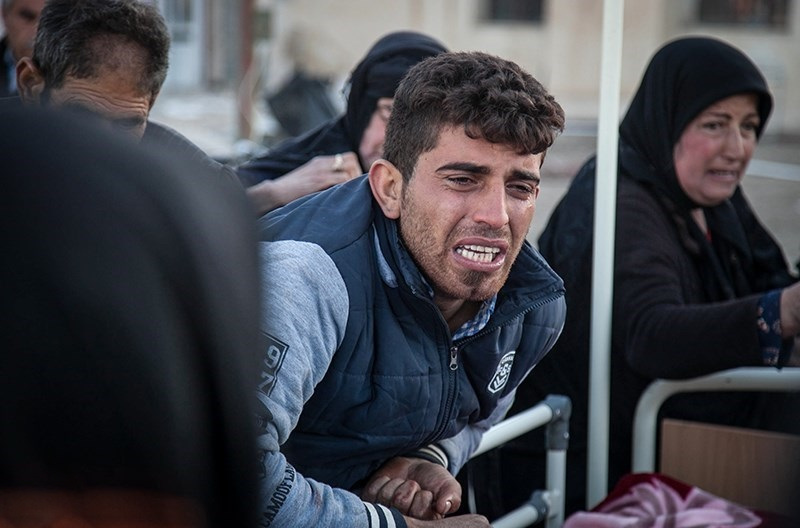
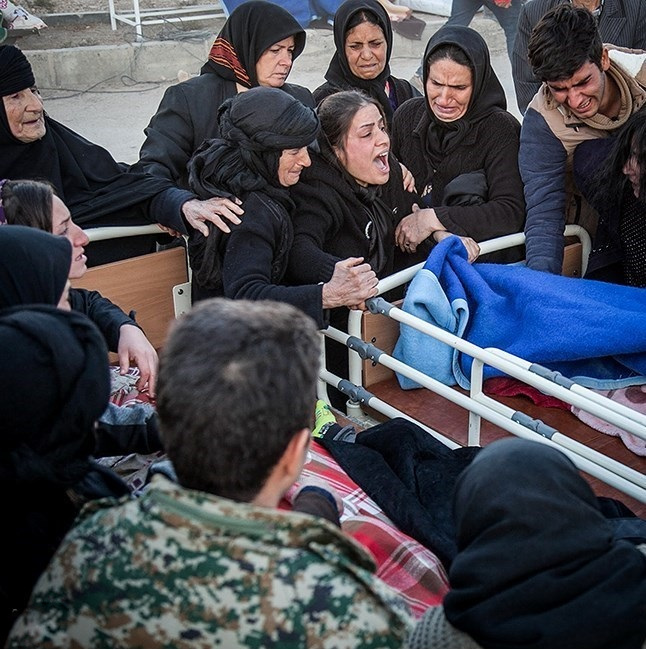
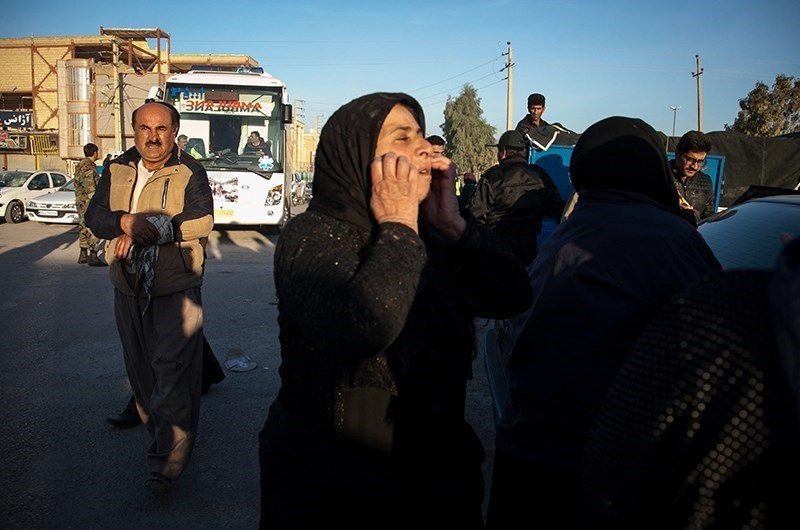
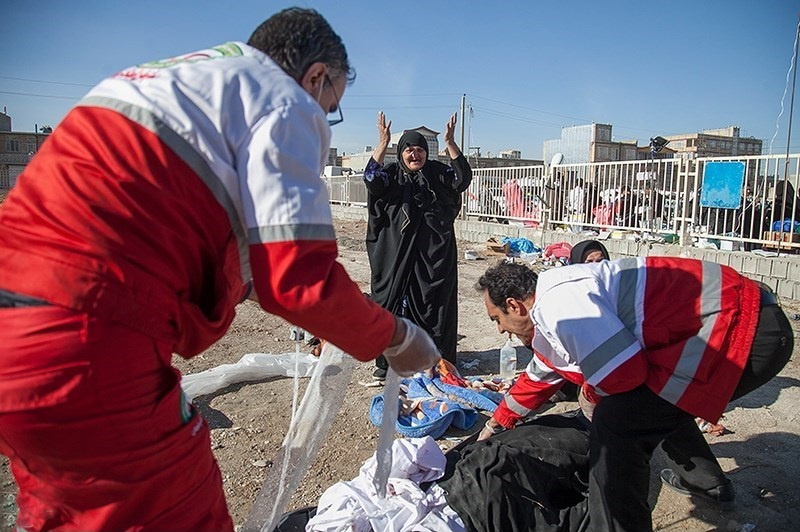
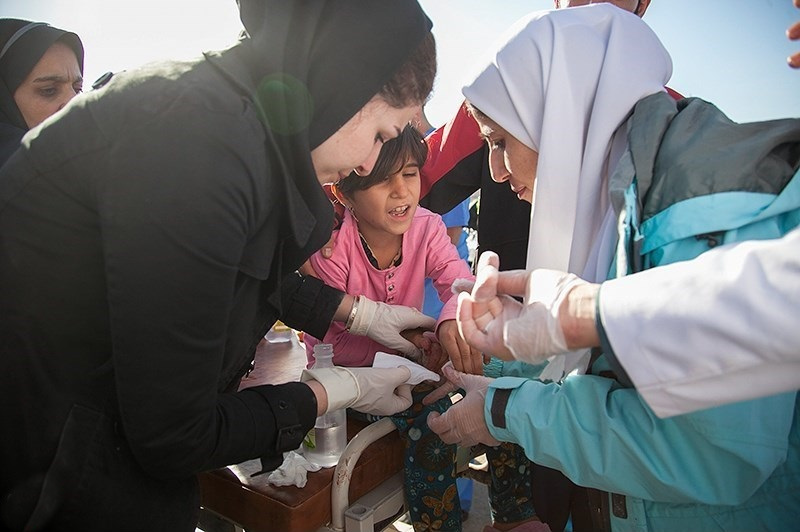
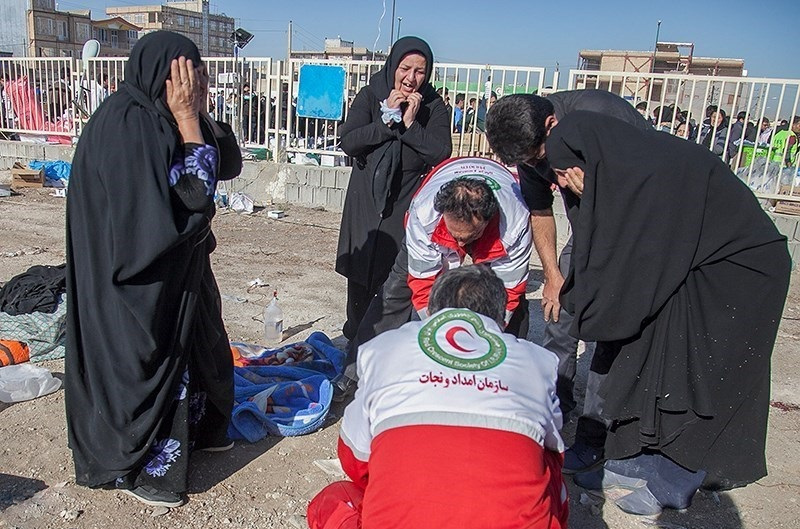

## فیلم‌ها
فیلم مستند شین و ژین ساختهٔ حسین اللهیاری به این حادثه می‌پردازد.